# Brigitte Schwens-Harrant

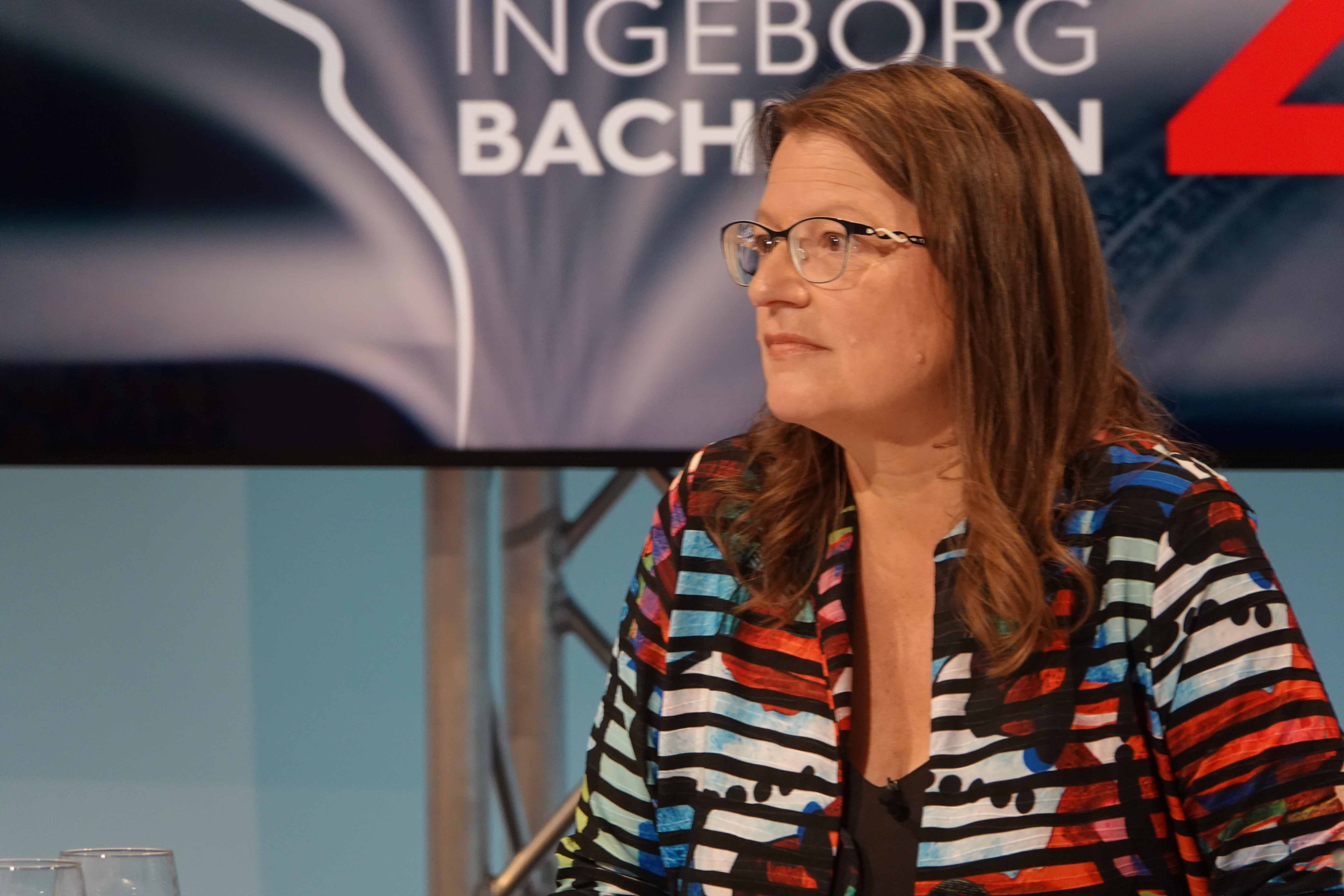
Brigitte Schwens-Harrant 2022

Brigitte Schwens-Harrant (* 1967 in Wels als Brigitte Harrant) ist eine österreichische Germanistin, Literaturkritikerin und Journalistin.

## Werdegang
Brigitte Harrant studierte an der Universität Wien Deutsche Philologie und Theologie, das Studium schloss sie 1990 als Magistra ab. 1995 promovierte sie an der Universität Wien mit einer Dissertation zum Thema Erlebte Welt – erschriebene Welten: Theologie im Gespräch mit österreichischer erzählender Literatur der Gegenwart zur Doktorin.
Seit 1992 ist sie als Redakteurin für verschiedene Medien im Literaturbereich tätig. 1992 erhielt sie den Würdigungspreis des Bundesministeriums für Unterricht und Kunst. Von 2000 bis 2002 leitete sie das Literarische Forum in Wien und war Chefredakteurin der Zeitschrift SCHRIFT/zeichen für Literatur, Kunst, Religion.
Seit 2002 ist sie Ressortleiterin für Literatur und seit 2013 Feuilletonchefin der Wochenzeitung Die Furche. Sie ist Herausgeberin der Websites www.literatur-religion.net und literaturkritik.at sowie Lehrbeauftragte an der Universität Innsbruck, der Universität Salzburg und der Universität Wien. 2015 wurde sie mit dem Österreichischen Staatspreis für Literaturkritik ausgezeichnet; seit 2015 moderiert sie die Reihe WERK.GÄNGE der Österreichischen Gesellschaft für Literatur.
2016 war sie Jurymitglied des Österreichischen Buchpreises, seit 2020 ist sie Mitglied der Jury des Ingeborg-Bachmann-Preises. 2022 und 2024 wurde sie in einer Publikumsabstimmung auf literaturcafe.de zur beliebtesten Bachmannpreis-Jurorin gewählt.

## Publikationen (Auswahl)
- 1995: Erlebte Welt – erschriebene Welten: Theologie im Gespräch mit österreichischer erzählender Literatur der Gegenwart, Tyrolia-Verlag, Wien/Innsbruck 1997 (= Salzburger Theologische Studien 6[8]), ISBN 978-3-7022-2095-2. Rezension von Johann Holzner in der Theologischen Literaturzeitung vom Dezember 1999
- 2008: Literaturkritik: eine Suche, StudienVerlag, Bozen/Wien 2008, ISBN 978-3-7065-4642-3
- 2010: Zerstreute Stimmen: Menschen – Themen – Bücher, Mueller-Speiser-Verlag, Anif/Salzburg 2010, ISBN 978-3-902537-18-8
- 2012: Der geplünderte Tempel: ein Dialog, gemeinsam mit Jörg Seip, Klever-Verlag, Wien 2012, ISBN 978-3-902665-43-0
- 2013: Schrift ahoi! Literatur als Seefahrt. Ein Lexikon, gemeinsam mit Jörg Seip, Klever-Verlag, Wien 2013, ISBN 978-3-902665-66-9
- 2014: Ankommen: Gespräche mit Dimitré Dinev, Anna Kim, Radek Knapp, Julyia Rabinowich, Michael Stavarič, Styria, Wien/Graz/Klagenfurt 2014, ISBN 978-3-222-13467-8
- 2019: Mind the gap. Sieben Fährten über das Verfertigen von Identitäten, gemeinsam mit Jörg Seip, Klever-Verlag, Wien 2019, ISBN 978-3-903110-46-5
- 2022: Übers Schreiben sprechen: 18 Positionen österreichischer Gegenwartsliteratur, Sonderzahl, Wien 2022, ISBN 978-3-85449-598-7

## Auszeichnungen (Auswahl)
- 1992: Würdigungspreis des Bundesministeriums für Unterricht und Kunst[1]
- 2015: Österreichischer Staatspreis für Literaturkritik[4]